# Anzac bipunctata
Anzac bipunctata är en insektsart som beskrevs av Fabricius. Anzac bipunctata ingår i släktet Anzac och familjen hornstritar. Inga underarter finns listade i Catalogue of Life.